# Championnats du monde de triathlon longue distance 2023
Navigation
Édition précédente Édition suivante
Les championnats du monde de triathlon longue distance 2023, 29e édition de la compétition, ont lieu le 7 mai 2023 à Ibiza en Espagne. Ils sont organisés dans le cadre du Multisport World Championship qui réunit plusieurs championnats mondiaux de sports gérés par la World Triathlon.

## Organisation
L'épreuve des championnats du monde de triathlon longue distance 2023, se déroule à Ibiza en Espagne et dans le cadre des « World Triathlon Multisport Championship ». L'épreuve longue distance, clôturant la rencontre internationale dédiée aux pratiques du triathlon et de ses dérivées. Elle se décompose en 3 km de natation, 120 km de cyclisme et 20 km de course à pied.

## Résumé de course
La course se déroule sans le tenant du titre masculin, le Français Pierre Le Corre engagé sur une autre compétition. Un autre Français remporte la compétition s'inscrivant dans une tradition de victoire sur cette compétition longue distance. Clément Mignon à 24 ans s'impose et remporte son premier titre mondial. Sortie de l'eau avec trente secondes d'avance sur ces concurrents. L'épreuve vélo, lui permet de prendre les commandes de la course en compagnie de l’Espagnol Antonio Benito Lopez qui arrive avec une avance de 80 secondes à la seconde transition. Après une chute, le Français perd le contact avec la tête de course qui semble dès lors à la porter de l'Espagnol qui conforte son avance au fil des kilomètres parcourus. Mais, dans un intense effort, Clément Mignon reprend la tête de course dans les derniers kilomètres et passe la ligne d'arrivée en vainqueur avec trente secondes d’avance sur son premier poursuivant,.
Chez les féminines, la natation est dominée par l'Espagnole Hélène Alberdi Sololuze qui devant la Danoise Camilla Pedersen, la Française Marjolaine Pierré et la Britannique Katrina Matthews qui cèdent deux minutes sur cette étape. La partie vélo est largement dominée par Marjolaine Pierré, qui à compter du 30e établit deux minutes d'avances sur le groupe de tête. Avance qui ne cesse de s'agrandir au fil des kilomètres, pour s'établir à la seconde transition à sept minutes. La gestion sans difficulté de la course à pied lui permet de remporter le titre en 5 h 53 min 35 s et d'établir avec son compagnon dans la vie, Clément Migon un doublet français sur ce championnat du monde,. Elle est la seconde française à remporter ce titre, la dernière victoire française remontant à Isabelle Mouthon-Michellys, double championne en 1994 et 2000.

## Palmarès
« Top 10 » hommes et femmes du championnat du monde longue distance 2023.
| Rang               | Nom                     | Pays | Temps           |
| ------------------ | ----------------------- | ---- | --------------- |
| Médaille d'or      | Clément Mignon          |      | 5 h 17 min 17 s |
| Médaille d'argent  | Antonio Benito López    |      | 5 h 17 min 49 s |
| Médaille de bronze | Matt Trautman           |      | 5 h 19 min 52 s |
| 4                  | Tristan Olij            |      | 5 h 20 min 20 s |
| 5                  | Joshua Amberger         |      | 5 h 21 min 33 s |
| 6                  | Ondrej Kubo             |      | 5 h 22 min 36 s |
| 7                  | James Teagle            |      | 5 h 22 min 54 s |
| 8                  | Kenneth Vandendriessche |      | 5 h 23 min 12 s |
| 9                  | Kacper Stepniak         |      | 5 h 24 min 42 s |
| 10                 | Samuel Hürzeler         |      | 5 h 25 min 20 s |

| Rang               | Nom                     | Pays | Temps           |
| ------------------ | ----------------------- | ---- | --------------- |
| Médaille d'or      | Marjolaine Pierré       |      | 5 h 53 min 35 s |
| Médaille d'argent  | Sara Svensk             |      | 6 h 2 min 10 s  |
| Médaille de bronze | Gurutze Frades Larralde |      | 6 h 6 min 48 s  |
| 4                  | Camilla Pedersen        |      | 6 h 8 min 57 s  |
| 5                  | Svenja Thoes            |      | 6 h 9 min 50 s  |
| 6                  | Helene Alberdi Sololuze |      | 6 h 13 min 45 s |
| 7                  | Giorgia Priarone        |      | 6 h 14 min 24 s |
| 8                  | Anna Noguera            |      | 6 h 14 min 55 s |
| 9                  | Ai Ueda                 |      | 6 h 15 min 41 s |
| 10                 | Natia Van Heerden       |      | 6 h 16 min 44 s |